# Ödegårdstjärnen (Laxarby socken, Dalsland)
Ödegårdstjärnen är en sjö i Bengtsfors kommun i Dalsland och ingår i Göta älvs huvudavrinningsområde.